# Dolina Dolnej Wisły (Natura 2000)

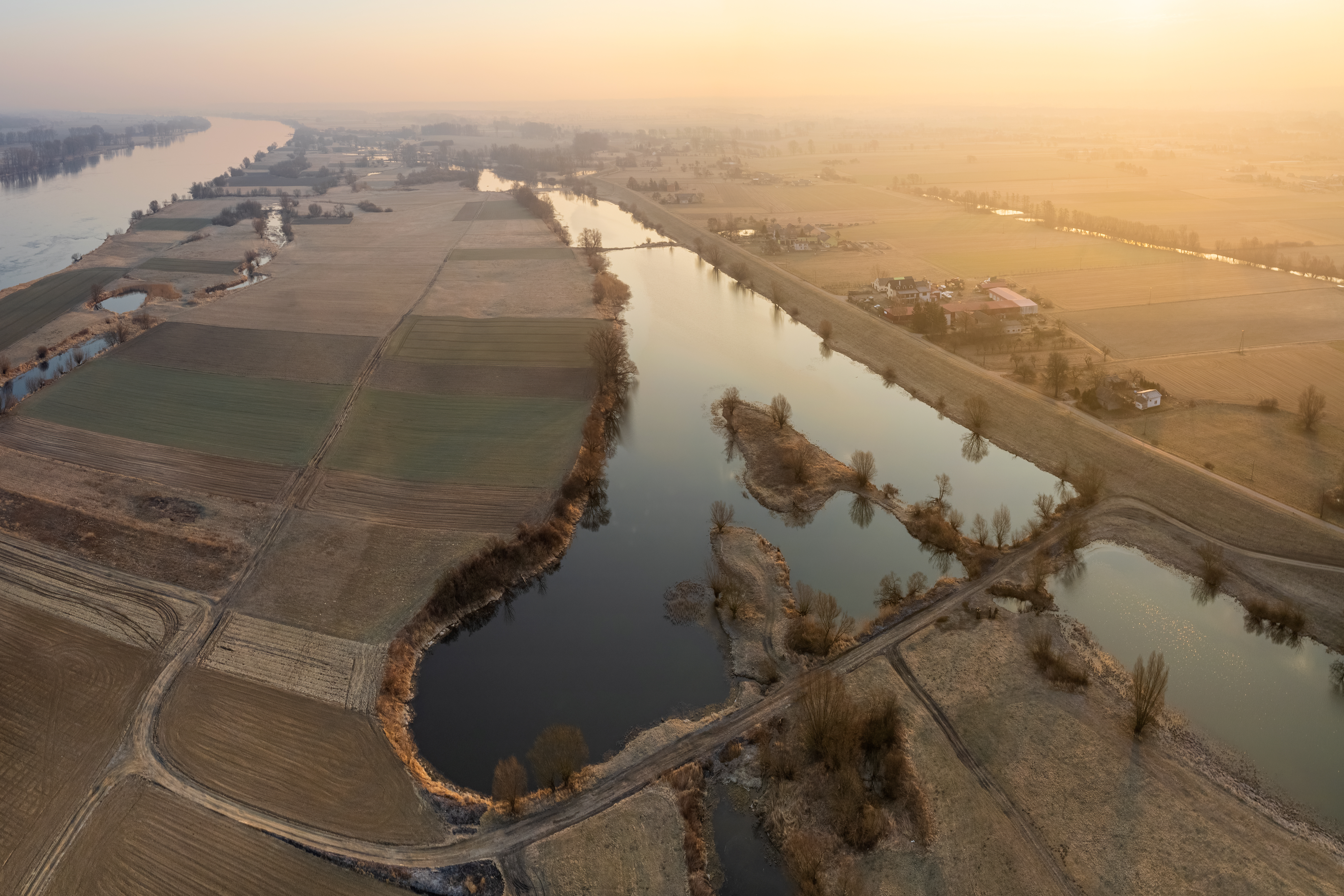
Rozlewiska Wisły w Czarżu

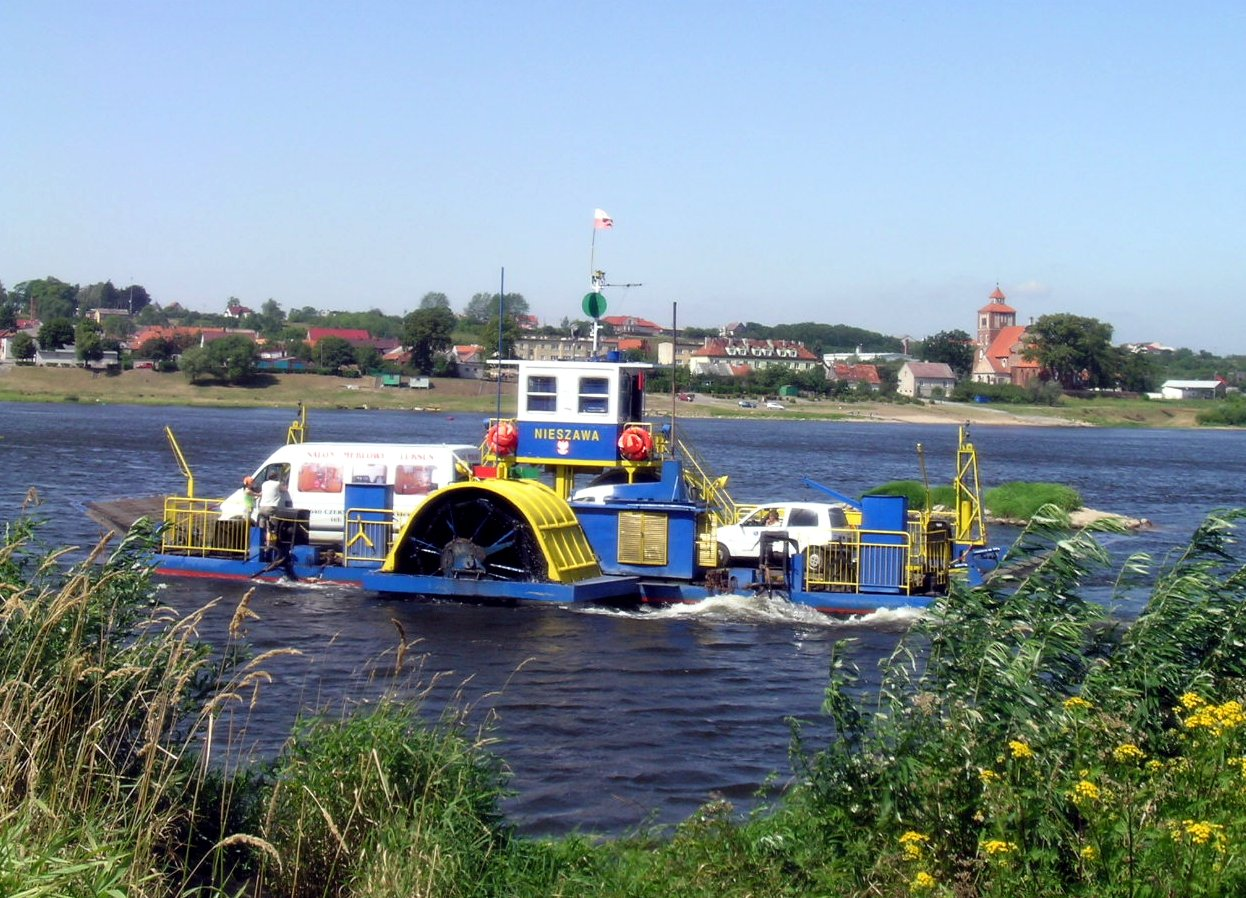
Wisła w Nieszawie

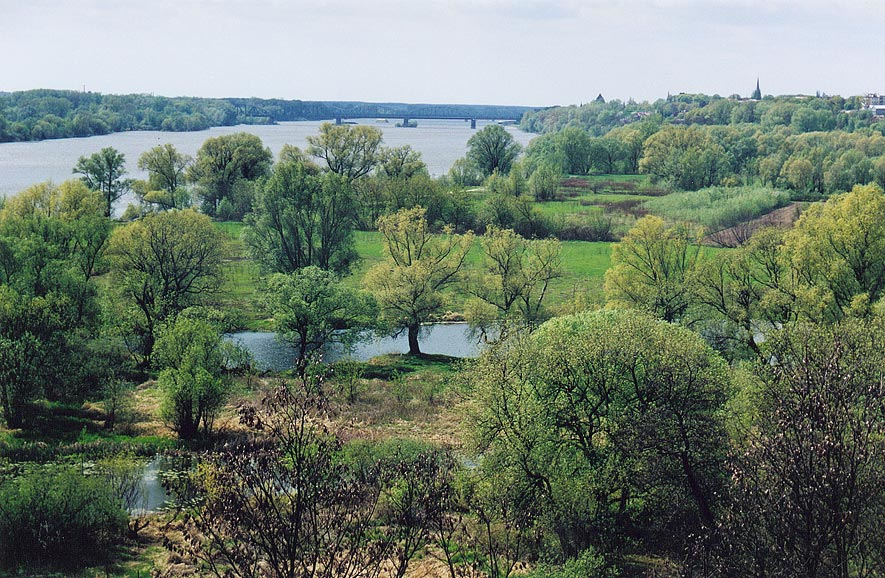
Wisła koło Torunia

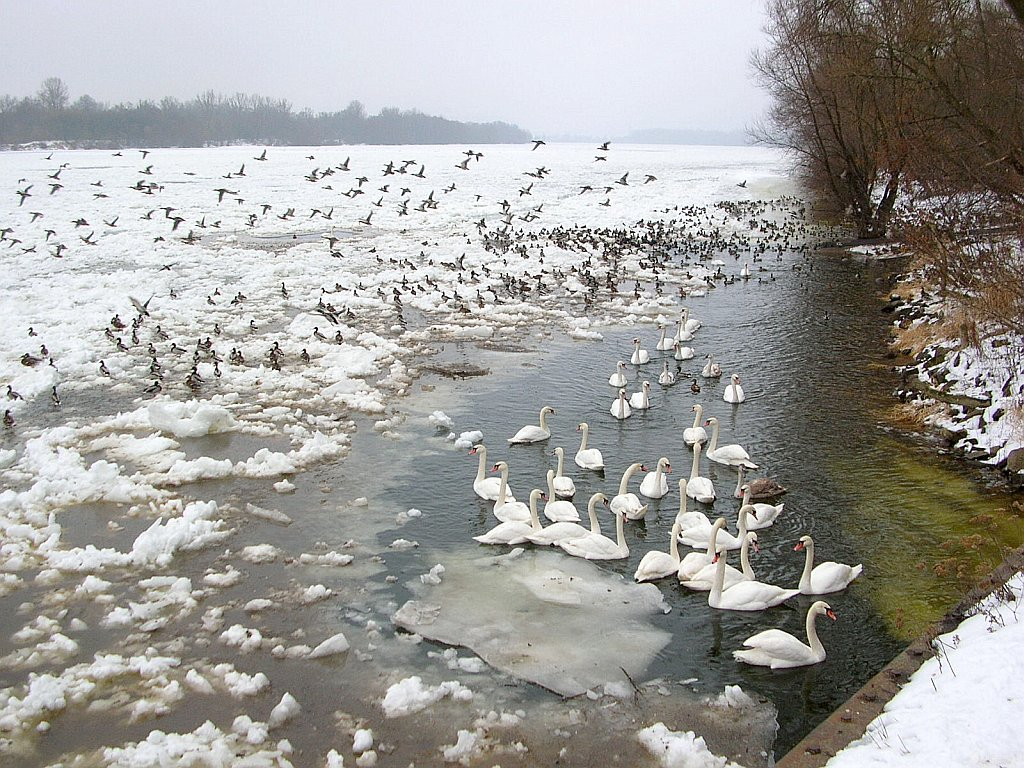
Ptactwo na Wiśle w Bydgoszczy-Brdyujściu

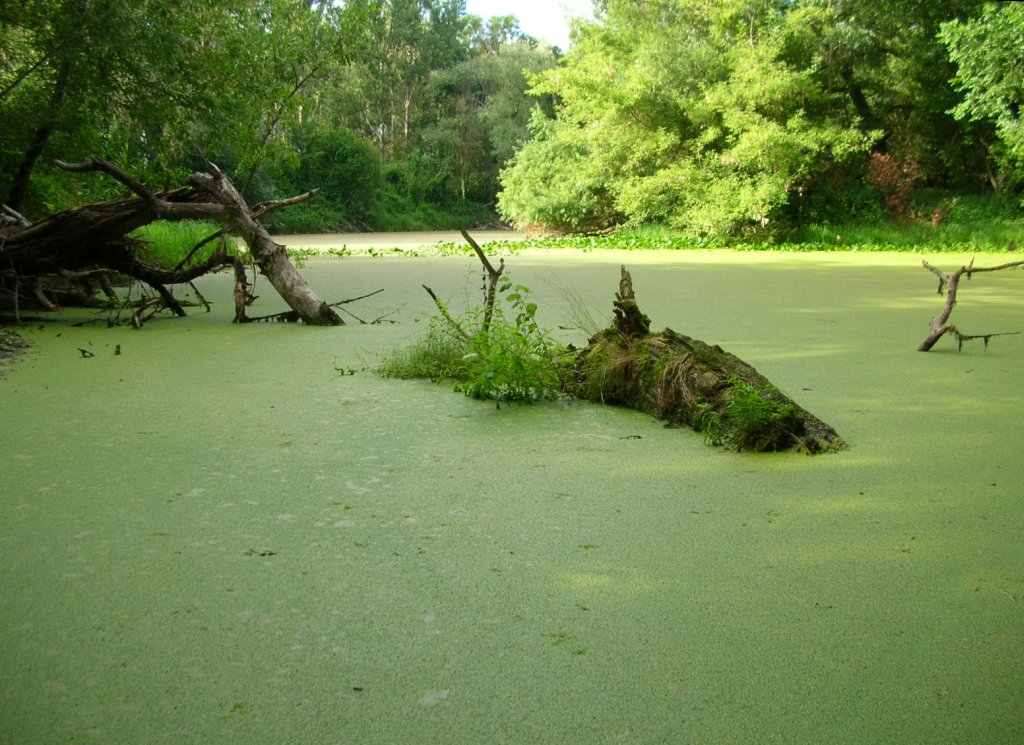
Rezerwat przyrody Wielka Kępa

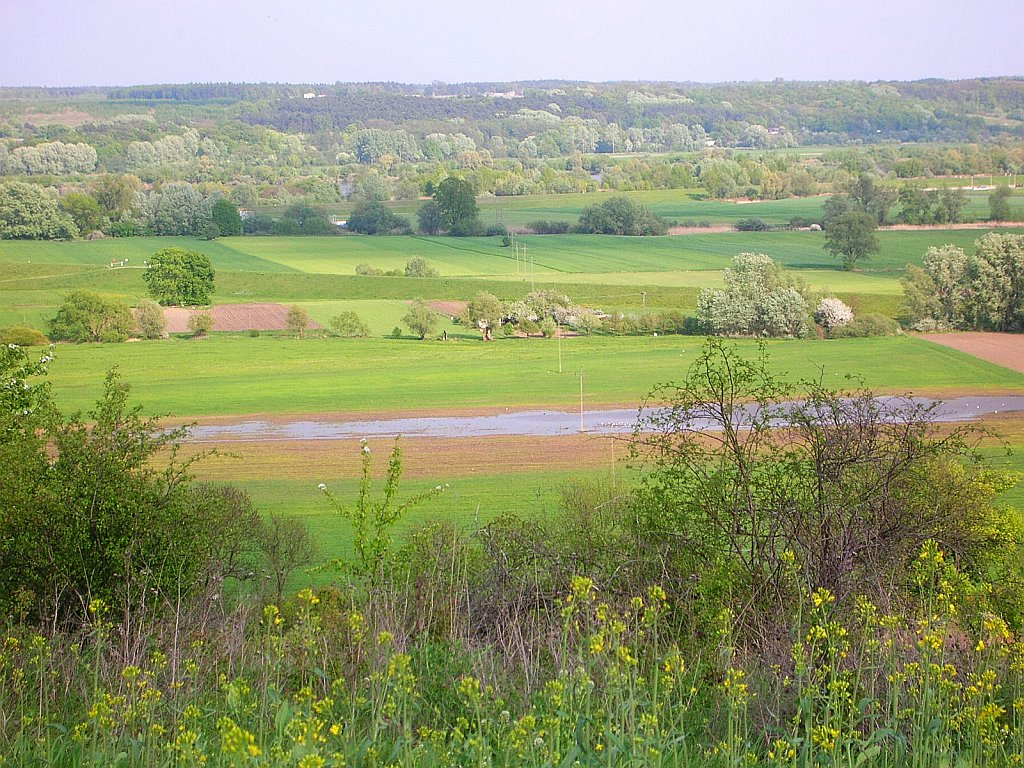
Fordoński Przełom Wisły

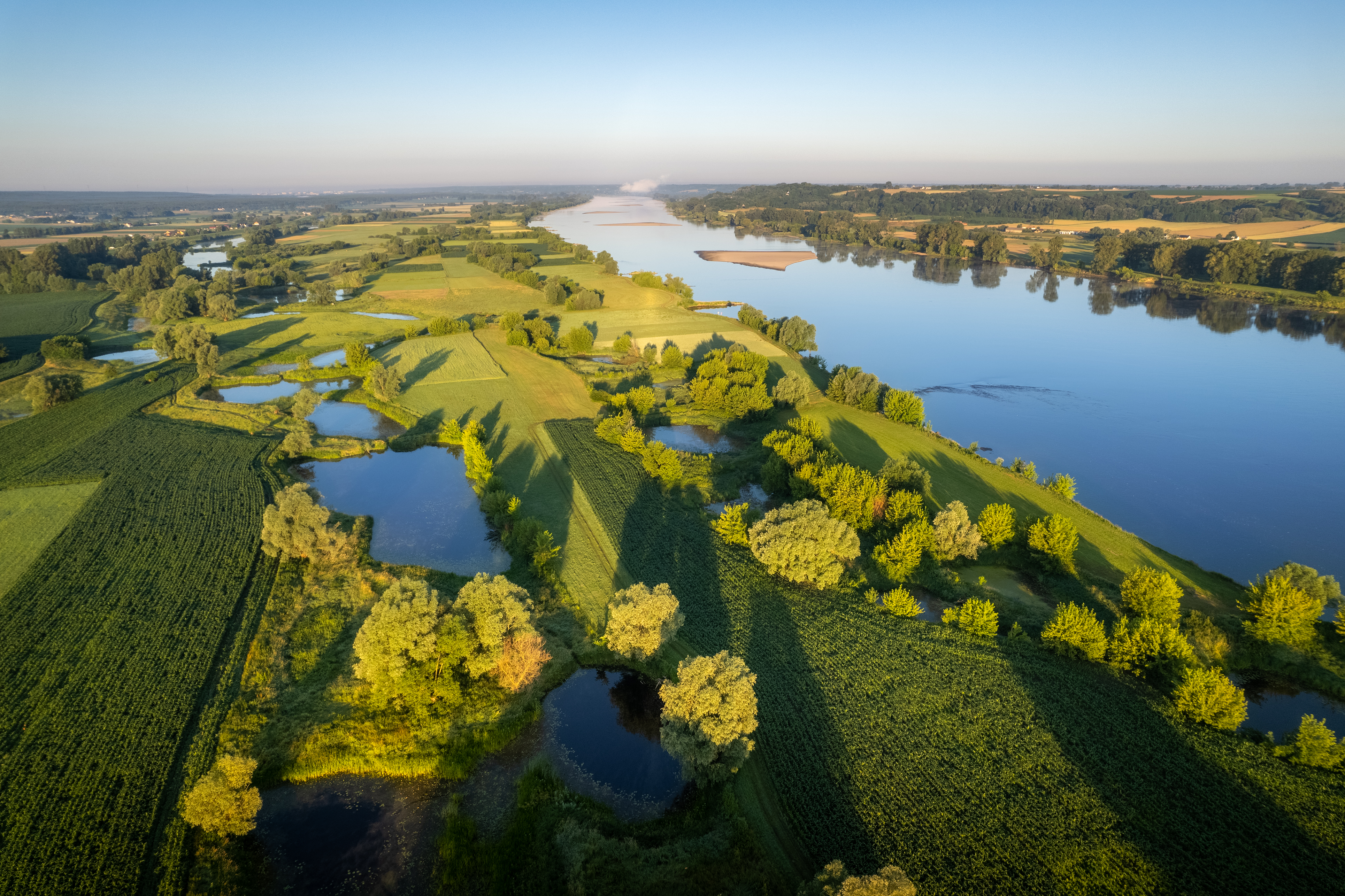
Wisła w Kokocku

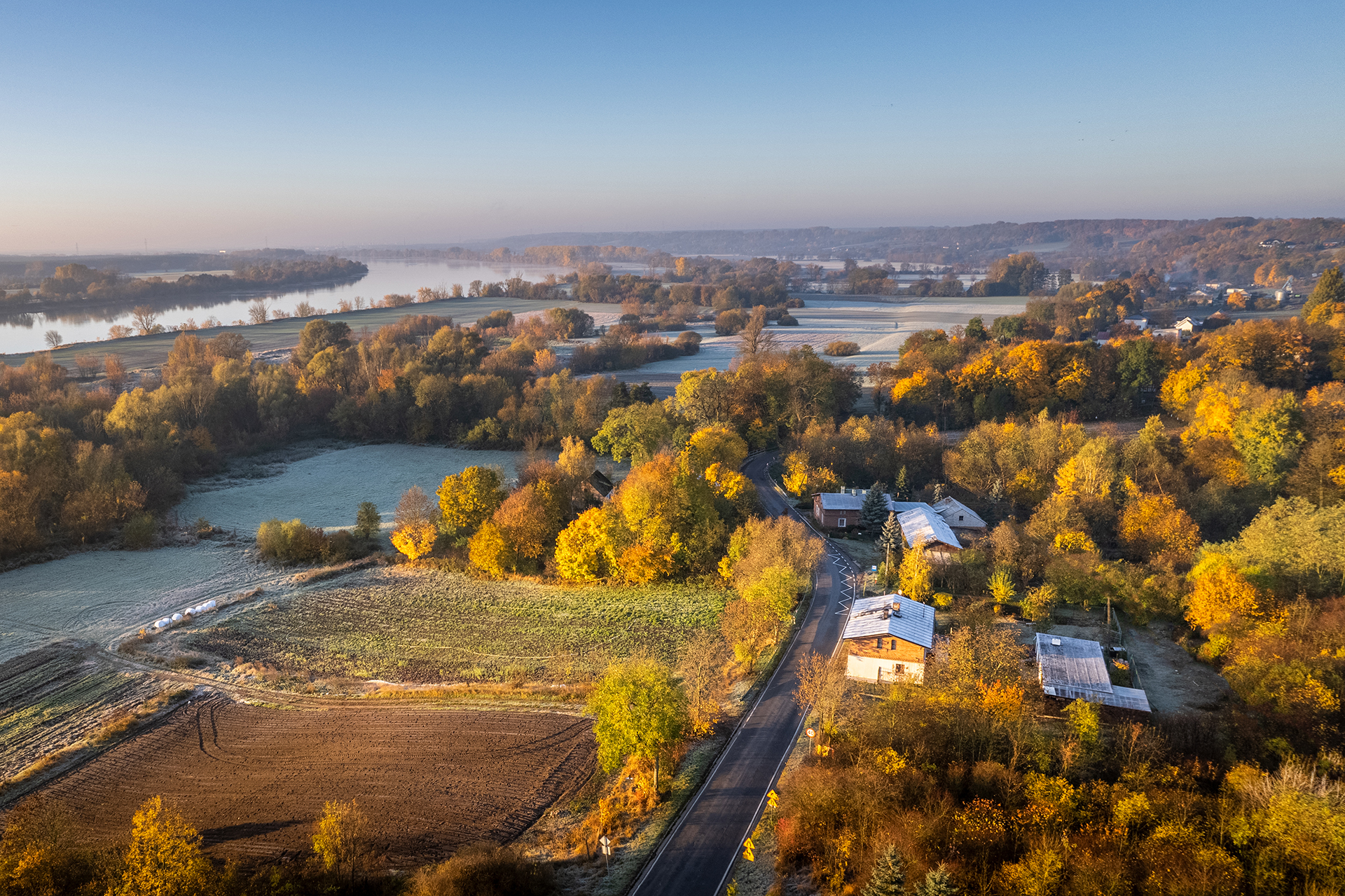
Wisła w Trzęsaczu

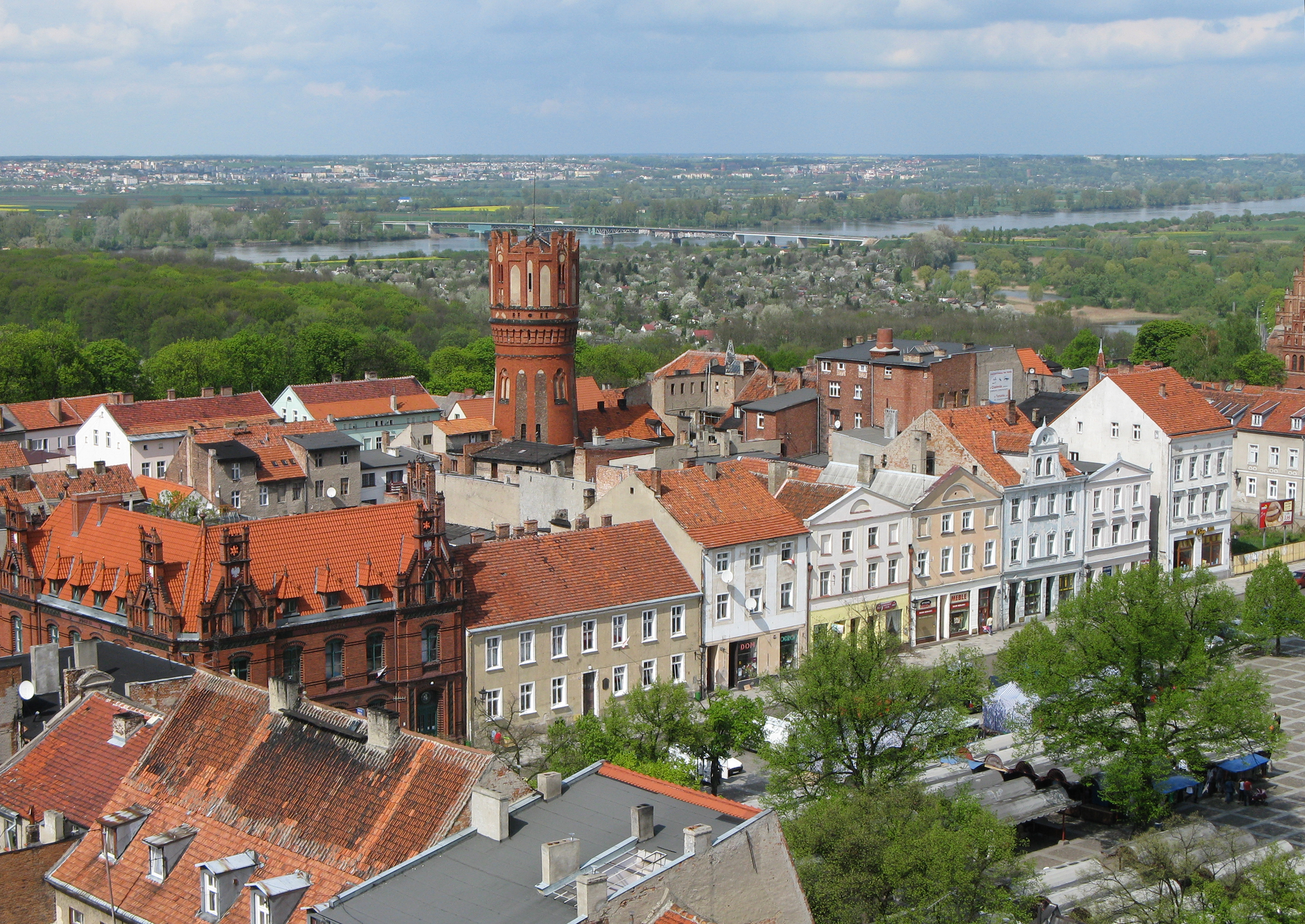
Chełmno nad Wisłą

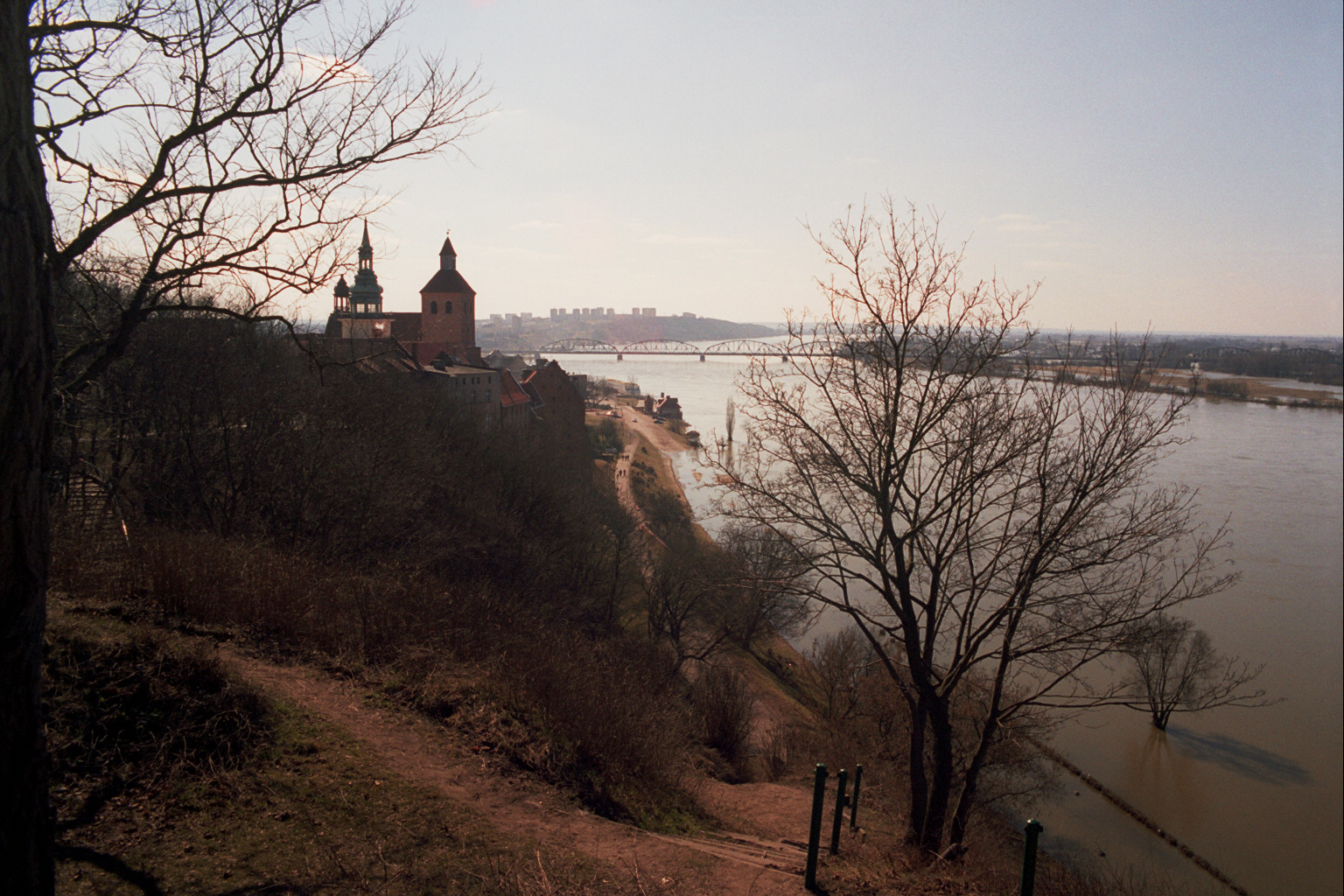
Wisła w Grudziądzu

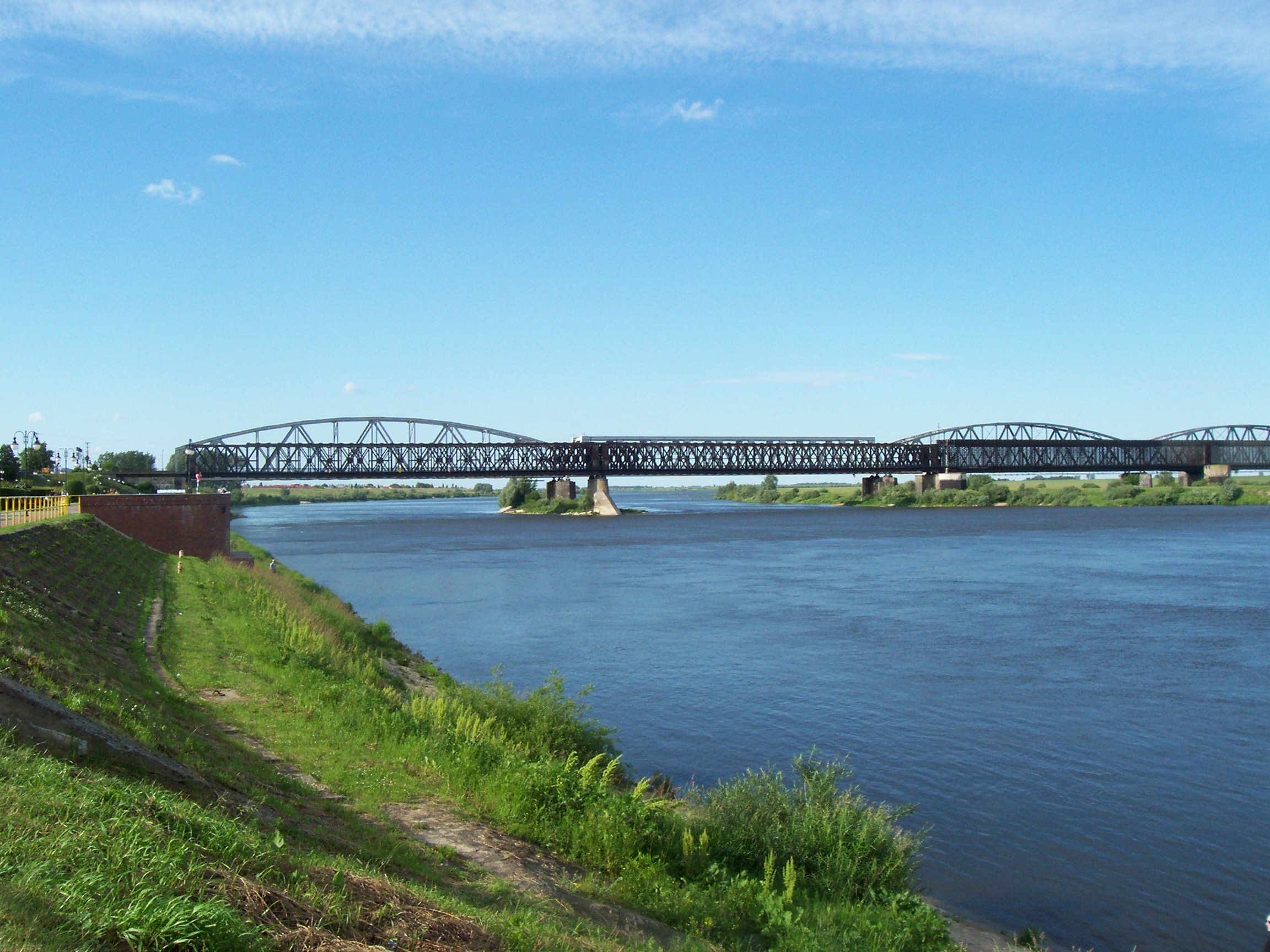
Wisła pod Tczewem

Dolina Dolnej Wisły (kod obszaru PLB040003) – obszar chroniony programem Natura 2000 o powierzchni 33 559,04 ha, położony w województwach: kujawsko-pomorskim i pomorskim.

## Historia
Obszar w lipcu 2004 r. został zaliczony do wykazu obszarów specjalnej ochrony ptaków (OSO) na podstawie Dyrektywy 79/409/EWG o ochronie dziko żyjących ptaków (tzw. dyrektywy ptasiej).

## Lokalizacja
Obszar chroniony Doliny Dolnej Wisły obejmuje międzywale doliny Wisły, począwszy od Włocławka na południowym wschodzie, poprzez Toruń, Bydgoszcz, Grudziądz, Tczew, po odgałęzienie Martwej Wisły w Gdańsku. Fragment Wisły przylegający do Morza Bałtyckiego znajduje się w sąsiadującym obszarze Natura 2000 pod nazwą „Ujście Wisły”.
Od Włocławka do Bydgoszczy Wisła przepływa dnem Pradoliny Toruńsko-Eberswaldzkiej, a następnie gwałtownie zakręca na północny wschód, dokonując przełomu w wysoczyznach pomorskich. Odcinek od Bydgoszczy do Tczewa przebiega przez makroregion Doliny Dolnej Wisły, zaś północny odcinek przez mezoregion Żuławy Wiślane.
Obszar chroniony Dolina Dolnej Wisły jest położona na terenie dwóch województw i siedemnastu powiatów:
- miasta Włocławka,
- powiatu włocławskiego,
- powiatu aleksandrowskiego,
- powiatu toruńskiego,
- miasta Torunia,
- powiatu bydgoskiego,
- miasta Bydgoszczy,
- powiatu chełmińskiego,
- powiatu świeckiego,
- powiatu grudziądzkiego,
- miasta Grudziądza,
- powiatu kwidzyńskiego,
- powiatu sztumskiego,
- powiatu tczewskiego,
- powiatu malborskiego,
- powiatu nowodworskiego,
- powiatu gdańskiego.

## Ogólna charakterystyka obszaru
Obszar obejmuje dolny odcinek doliny Wisły, zachowujący w większości naturalny charakter: z namuliskami, ławicami piaszczystymi i wysepkami. W dolinie zachowane są starorzecza i niewielkie torfowiska niskie, zaś brzegi są pokryte zaroślami wierzbowymi i lasami łęgowymi. Miejscami występują pola uprawne i pastwiska. Na wysokich zboczach doliny Wisły rosną grądy zboczowe, zaś na nasłoniecznionych skarpach utrzymują się murawy kserotermiczne.
Na przełomowych odcinkach między dnem doliny a skrajem wysoczyzn występują miejscami znaczne deniwelacje terenu. Zbocza doliny posiadają zwykle 50–70 m wysokości względnej (Nieszawa – 54 m, Fordon – 71 m, Ostromecko – 71 m, Trzęsacz – 63 m, Świecie – 60 m, Grudziądz – 59 m, Nowe – 59 m).
Nad obszarem chronionym Doliny Dolnej Wisły nadzór sprawuje Dyrektor Zespołu Parków Krajobrazowych Chełmińskiego i Nadwiślańskiego.

## Siedliska
Wśród siedlisk na obszarze doliny, największy udział posiadają tereny rolnicze – 37%, następnie wody śródlądowe (stojące i płynące – 35%), łąki i zarośla (19%), lasy liściaste (5%), lasy iglaste (2%), oraz sady (2%).

## Formy ochrony przyrody
Na terenie doliny występuje szereg form ochrony przyrody. Największym z nich jest Zespół Parków Krajobrazowych nad Dolną Wisłą, który rozciąga się od Bydgoszczy do Nowego, chroniąc przełomowy odcinek doliny Wisły przez Pojezierza Południowobałtyckie (Południowopomorskie, Wschodniopomorskie, Chełmińsko-Dobrzyńskie, Iławskie). Zajmuje on 27,41% całego obszaru chronionego „Doliny Dolnej Wisły”.
Na chronionym obszarze występują również fragmenty kilkunastu obszarów chronionego krajobrazu:
- Obszar Chronionego Krajobrazu Niziny Ciechocińskiej – zajmuje 11,79% powierzchni całego obszaru,
- Obszar Chronionego Krajobrazu Doliny Drwęcy – 0,04% powierzchni obszaru,
- Obszar Chronionego Krajobrazu Strefy Krawędziowej Kotliny Toruńskiej – 0,24% powierzchni obszaru,
- Obszar Chronionego Krajobrazu Strefy Krawędziowej Doliny Wisły,
- Nadwiślański Obszar Chronionego Krajobrazu – 3,33% powierzchni obszaru,
- Gniewski Obszar Chronionego Krajobrazu – 0,29% powierzchni obszaru,
- Obszar Chronionego Krajobrazu Doliny Kwidzyńskiej – 6,01% powierzchni obszaru,
- Obszar Chronionego Krajobrazu Białej Góry – 3,02% powierzchni obszaru,
- Obszar Chronionego Krajobrazu Rzeki Nogat – 0,47% powierzchni obszaru,
- Obszar Chronionego Krajobrazu Rzeki Szkarpawy,
- Środkowożuławski Obszar Chronionego Krajobrazu – 8,16% powierzchni obszaru,
- Obszar Chronionego Krajobrazu Żuław Gdańskich – 4,56% powierzchni obszaru,

oraz 8 rezerwatów przyrody:
- Rzeka Drwęca,
- Kępa Bazarowa,
- Wielka Kępa,
- Łęgi na Ostrowiu Panieńskim,
- Ostrów Panieński,
- Wiosło Małe,
- Wiosło Duże,
- Las Mątawski.

Na terenie obszaru chronionego Doliny Dolnej Wisły występują również liczne użytki ekologiczne oraz miejsca, które planuje się objąć ochroną w rezerwatach przyrody, np. Mała Kępa Ostromecka.
W sieci European Ecological Network, Dolina Dolnej Wisły stanowi korytarz ekologiczny o znaczeniu międzynarodowym.

## Wartość przyrodnicza
Obszar stanowi ostoję ptasią o randze europejskiej E 39. Występują tu co najmniej 44 gatunki ptaków z Załącznika I Dyrektywy Ptasiej oraz 4 gatunki z Polskiej Czerwonej Księgi.
Dolina stanowi teren lęgowy dla ok. 180 gatunków ptaków., a także bardzo ważną ostoję dla ptaków migrujących i zimujących.
W okresie lęgowym obszar zasiedla co najmniej 1% populacji krajowej następujących gatunków ptaków: bielika, nurogęsi, ohara, rybitwy białoczelnej, rybitwy rzecznej, zimorodka, ostrygojada. W stosunkowo wysokim zagęszczeniu występuje również derkacz, mewa czarnogłowa, sieweczka rzeczna.
W okresie wędrówek ptaki wodno-błotne występują w koncentracjach do 50 tys. osobników, a zimą do 40 tys. W okresie zimy występuje co najmniej 1% populacji krajowej szlaku wędrówkowego takich gatunków ptaków jak: bielik, gągoł, nurogęś oraz bielaczek.
Bogata jest fauna innych zwierząt kręgowych. Wśród gatunków wymienionych w Załączniku II dyrektywy siedliskowej zanotowano m.in.
- ryby: minóg rzeczny, boleń, piskorz, koza, głowacz białopłetwy, ciosa;
- płazy: traszka grzebieniasta, kumak nizinny;
- ssaki: bóbr europejski, wydra europejska, wilk szary oraz nietoperze: mopek zachodni, nocek duży[3].

Do najcenniejszych zbiorowisk roślinnych w Dolinie należą różne typy łęgów oraz murawy kserotermiczne. Flora roślin naczyniowych liczy ok. 1350 gatunków. Występują liczne gatunki roślin zagrożonych i prawnie chronionych. Są to m.in.: leniec bezpodkwiatkowy, sasanka otwarta, starodub łąkowy i inne.